# Smermesnil
Smermesnil est une commune française située dans le département de la Seine-Maritime en région Normandie.

## Géographie
| Puisenval                   |            | Preuseville   |
| Saint-Pierre-des-Jonquières | Smermesnil |               |
| Bailleul-Neuville           | Clais      | Callengeville |

Smermesnil est le 2e point le plus haut de Seine-Maritime situé sur le plateau entre la vallée de l'Eaulne et de l'Yères.

### Hydrographie
La commune est située dans le bassin Seine-Normandie. Elle n'est drainée par aucun cours d'eau,.

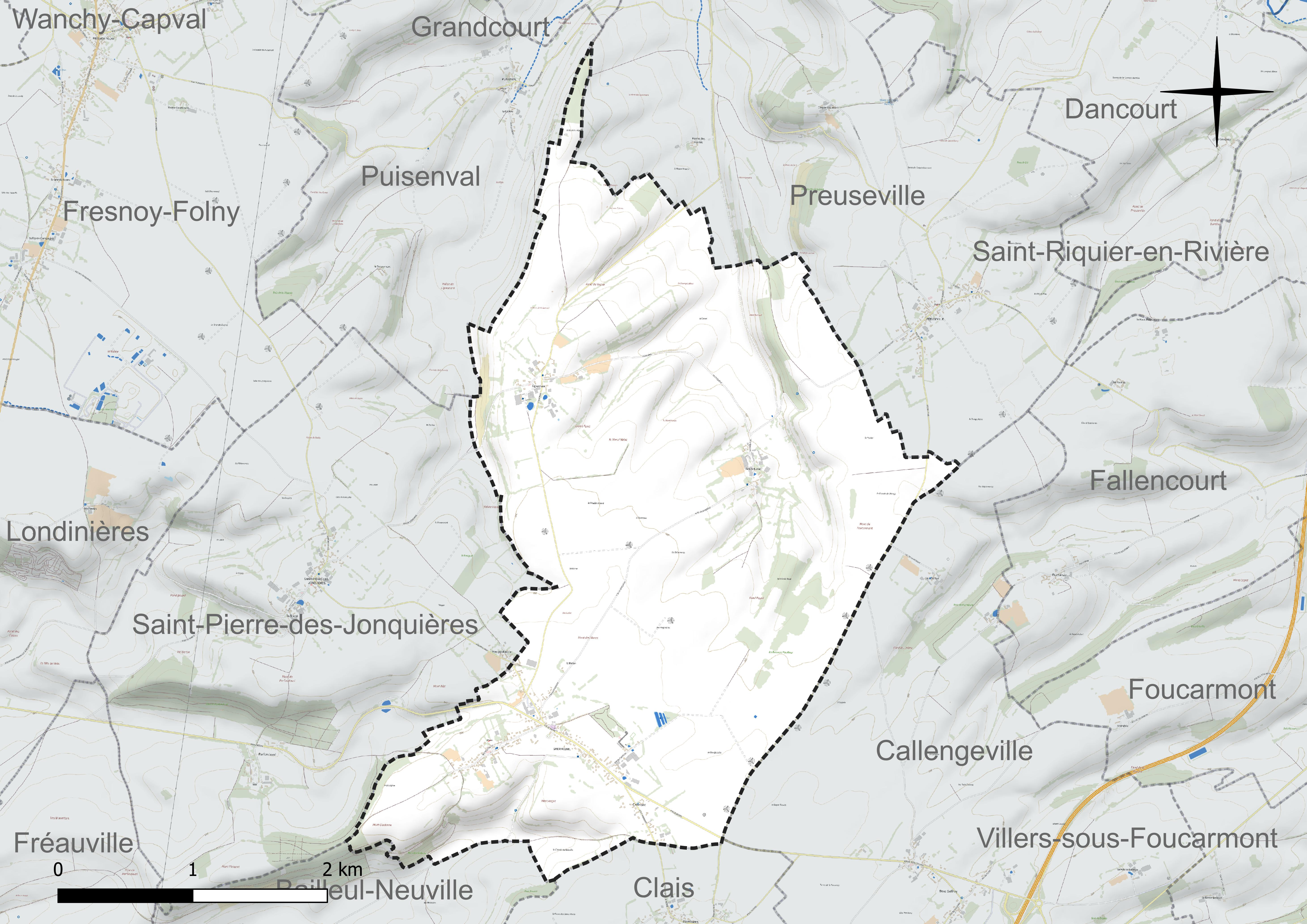
Réseau hydrographique de Smermesnil.

### Climat
Pour des articles plus généraux, voir Climat de la Normandie et Climat de la Seine-Maritime.
En 2010, le climat de la commune est de type climat océanique altéré, selon une étude du CNRS s'appuyant sur une série de données couvrant la période 1971-2000. En 2020, Météo-France publie une typologie des climats de la France métropolitaine dans laquelle la commune est exposée à un climat océanique et est dans la région climatique Côtes de la Manche orientale, caractérisée par un faible ensoleillement (1 550 h/an) ; forte humidité de l’air (plus de 20 h/jour avec humidité relative > 80 % en hiver), vents forts fréquents. Parallèlement le GIEC normand, un groupe régional d’experts sur le climat, différencie quant à lui, dans une étude de 2020, trois grands types de climats pour la région Normandie, nuancés à une échelle plus fine par les facteurs géographiques locaux. La commune est, selon ce zonage, exposée à un « climat contrasté des collines », correspondant au Pays de Bray, bien arrosé et frais.
Pour la période 1971-2000, la température annuelle moyenne est de 9,9 °C, avec une amplitude thermique annuelle de 14,6 °C. Le cumul annuel moyen de précipitations est de 928 mm, avec 13,7 jours de précipitations en janvier et 8,9 jours en juillet. Pour la période 1991-2020, la température moyenne annuelle observée sur la station météorologique la plus proche, située sur la commune de Bouelles à 14 km à vol d'oiseau, est de 10,7 °C et le cumul annuel moyen de précipitations est de 838,4 mm,. Pour l'avenir, les paramètres climatiques de la commune estimés pour 2050 selon différents scénarios d’émission de gaz à effet de serre sont consultables sur un site dédié publié par Météo-France en novembre 2022.

## Urbanisme

### Typologie
Au 1er janvier 2024, Smermesnil est catégorisée commune rurale à habitat dispersé, selon la nouvelle grille communale de densité à sept niveaux définie par l'Insee en 2022.
Elle est située hors unité urbaine et hors attraction des villes,.

### Occupation des sols
L'occupation des sols de la commune, telle qu'elle ressort de la base de données européenne d’occupation biophysique des sols Corine Land Cover (CLC), est marquée par l'importance des territoires agricoles (96,4 % en 2018), une proportion identique à celle de 1990 (96,4 %). La répartition détaillée en 2018 est la suivante : 
terres arables (61,8 %), prairies (31 %), zones urbanisées (3,6 %), zones agricoles hétérogènes (3,5 %). L'évolution de l’occupation des sols de la commune et de ses infrastructures peut être observée sur les différentes représentations cartographiques du territoire : la carte de Cassini (XVIIIe siècle), la carte d'état-major (1820-1866) et les cartes ou photos aériennes de l'IGN pour la période actuelle (1950 à aujourd'hui).

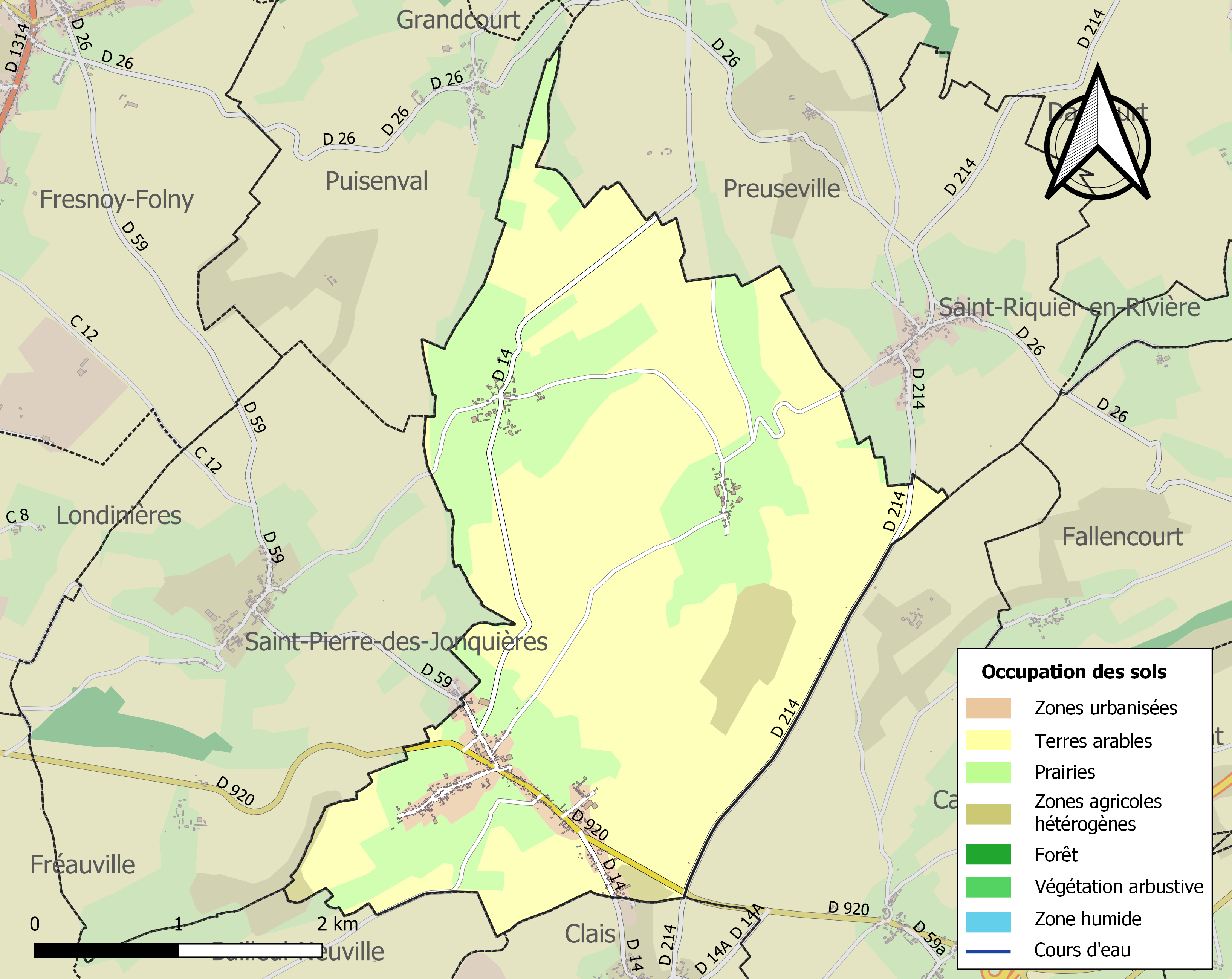
Carte des infrastructures et de l'occupation des sols de la commune en 2018 (CLC).

## Toponymie
Le nom de la localité est attesté sous les formes Ecclesias de Senerimesnil et de Novavilla en 1181 et 1189, Semermaisnil en 1221, Ecclesia de Semermesnil vers 1240, Semermesnil en 1300 entre 1433 et 1460, Semermesnil en 1715, Saint Ouen de Semermesnil en 1716, Saint Ouen et Sainte Madeleine de Semermesnil en 1772, Semermesnil ou Smermenil en 1788, Smermesnil en 1953.
La Leuqueue, ancienne paroisse rattachée à la commune, est attesté sous les formes Lucue au XIIe siècle, Lupicaudam en 1226, littéralement la « queue du loup ».

## Histoire
Avant la Révolution, la cure (paroisse) de Lignemare est à la nomination et présentation (droit de patronage) des abbés et religieux de l'abbaye Saint-Michel du Tréport qui percevait les dîmes.
Cette commune a intégré celles de Lignemare, et La Leuqueue en 1823.
L'histoire de Smermesnil est étroitement liée à celle de son château. Orphelinat depuis la fin du XIXe siècle, puis centre ménager rural, il devient lycée catholique d'enseignement polyvalent hôtelier et des services à partir des années 1980.
Le village a été desservi par la ligne de chemin de fer secondaire Amiens - Aumale - Envermeu de 1906 à 1947.
Durant la Seconde Guerre mondiale, un bombardement dans le cadre de l'opération Crossbow le 23 décembre 1943 fait 14 victimes,.

## Politique et administration
| Période                                  | Période                   | Identité            | Étiquette | Qualité                                            |
| ---------------------------------------- | ------------------------- | ------------------- | --------- | -------------------------------------------------- |
| Les données manquantes sont à compléter. |                           |                     |           |                                                    |
| mars 2001                                | 2014                      | Jean-Michel Flahaut |           |                                                    |
| 2014                                     | mai 2020                  | Cindy Lagache       |           |                                                    |
| mai 2020                                 | En cours (au 25 mai 2020) | Bruno Grandsire     |           | Vice-président de la CC de Londinières ( ? → 2020) |

## Démographie
L'évolution du nombre d'habitants est connue à travers les recensements de la population effectués dans la commune depuis 1793. Pour les communes de moins de 10 000 habitants, une enquête de recensement portant sur toute la population est réalisée tous les cinq ans, les populations de référence des années intermédiaires étant quant à elles estimées par interpolation ou extrapolation. Pour la commune, le premier recensement exhaustif entrant dans le cadre du nouveau dispositif a été réalisé en 2005.

En 2022, la commune comptait 364 habitants, en évolution de −10,12 % par rapport à 2016 (Seine-Maritime : +0,35 %, France hors Mayotte : +2,11 %).
| 1793 | 1800 | 1806 | 1821 | 1831 | 1836 | 1841 | 1846 | 1851 |
| ---- | ---- | ---- | ---- | ---- | ---- | ---- | ---- | ---- |
| 300  | 337  | 336  | 280  | 498  | 513  | 526  | 529  | 557  |

| 1856 | 1861 | 1866 | 1872 | 1876 | 1881 | 1886 | 1891 | 1896 |
| ---- | ---- | ---- | ---- | ---- | ---- | ---- | ---- | ---- |
| 550  | 555  | 519  | 491  | 501  | 468  | 470  | 462  | 515  |

| 1901 | 1906 | 1911 | 1921 | 1926 | 1931 | 1936 | 1946 | 1954 |
| ---- | ---- | ---- | ---- | ---- | ---- | ---- | ---- | ---- |
| 487  | 505  | 460  | 401  | 420  | 408  | 428  | 419  | 370  |

| 1962 | 1968 | 1975 | 1982 | 1990 | 1999 | 2005 | 2006 | 2010 |
| ---- | ---- | ---- | ---- | ---- | ---- | ---- | ---- | ---- |
| 414  | 446  | 285  | 267  | 218  | 250  | 332  | 343  | 412  |

| 2015 | 2020 | 2022 | - | - | - | - | - | - |
| ---- | ---- | ---- | - | - | - | - | - | - |
| 404  | 368  | 364  | - | - | - | - | - | - |

## Culture locale et patrimoine

### Lieux et monuments
- Église Sainte-Madeleine, datée de 1850 (rebâtie) est proche du cimetière.
- Lycée hôtelier, installé dans un ancien château avec sa chapelle.
- Église Saint-Martin (hameau de Lignemare).

### Cartes postales anciennes

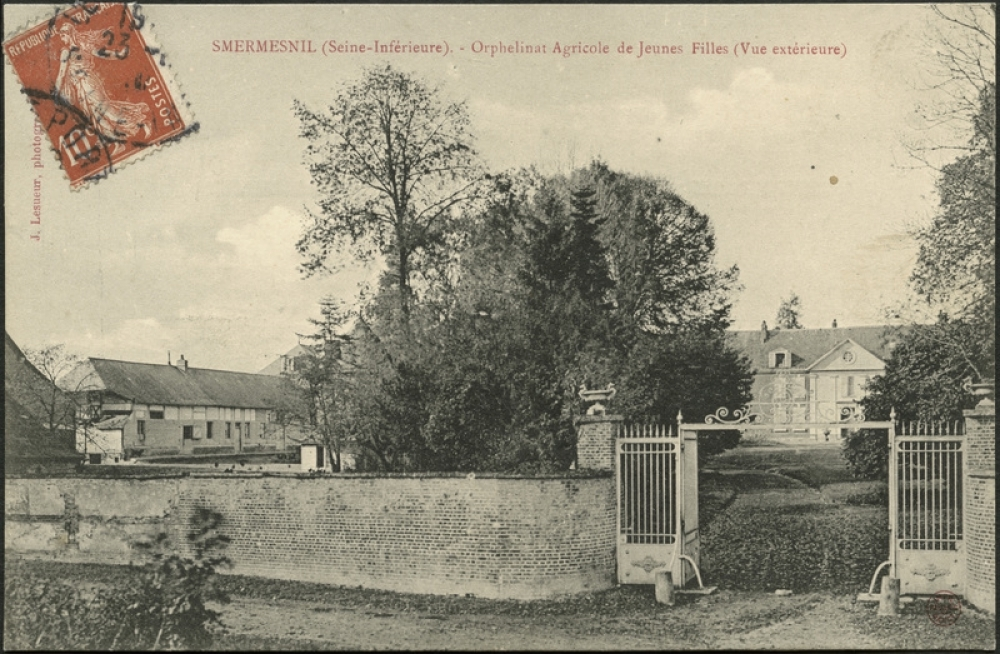
L'orphelinat agricole de jeunes filles.
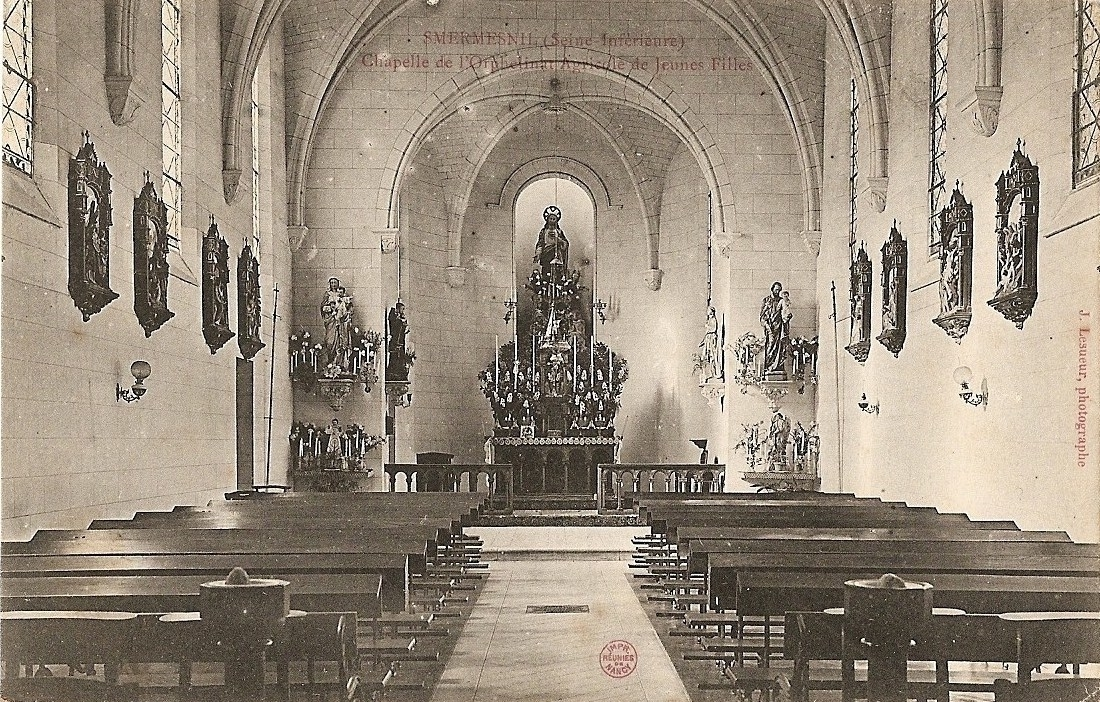
La chapelle de l'orphelinat agricole de jeunes filles.
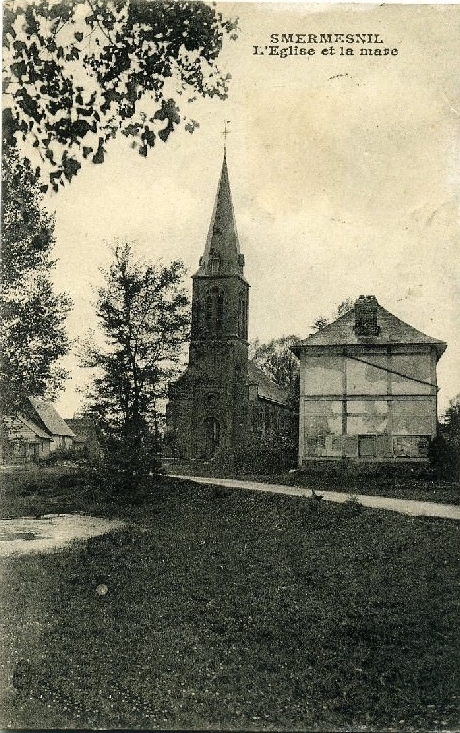
L'église et la mare.

## Pour approfondir